# Aleksandr Abdułow
Aleksandr Gawriiłowicz Abdułow (ros. Алекса́ндр Гаврии́лович Абду́лов, ur. 29 maja 1953, zm. 3 stycznia 2008) – radziecki i rosyjski aktor filmowy i teatralny. Zasłużony Artysta RFSRR (1986). Ludowy Artysta RFSRR (1991).

## Życiorys
W 1974 ukończył studia w Rosyjskim Uniwersytecie Sztuki Teatralnej, po czym występował w zespole Moskiewskiego Teatru im. Leninowskiego Komsomołu .
Zmarł na raka płuc. Został pochowany na Cmentarzu Wagańkowskim w Moskwie.
Żona – aktorka Irina Ałfiorowa .

## Wybrana filmografia
- 1973: Pro Witiu, pro Maszu i morskuju piechotu
- 1974: Wiera i Fiodor
- 1977: Cudowny kwiat jako książę[3]
- 1978: Zwyczajny cud jako Niedźwiedź
- 1978: Kapitanskaja doczka
- 1979: S lubimymi nie rasstawajties
- 1981: Fakty minuwszego dnia
- 1982: Karnawał
- 1982: Iszczitie żeńszczinu
- 1984: Formuła lubwi
- 1986: Chrani mienia, moj talisman
- 1987: Gardemariny, wpieriod!
- 1989: Za priekrasnych dam!
- 1991: Sukinsyny
- 1995: Czarna woalka
- 2000: Tichije omuty jako akademik Anton Michajłowicz Kasztanow[1] .
- 2009: Anna Karenina jako Stiwa Obłoński (premiera filmu miała miejsce po śmierci aktora)

## Nagrody i odznaczenia
- Order „Za zasługi dla Ojczyzny” IV klasy (2007)
- Order Honoru (1997)
- Zasłużony Artysta RFSRR (1986)
- Ludowy Artysta RFSRR (1991)

Źródło: